# Hrabiv, Orjîțea
Hrabiv (în ucraineană Грабів) este un sat în comuna Savînți din raionul Orjîțea, regiunea Poltava, Ucraina.

## Demografie
Componența lingvistică a localității Hrabiv
     Ucraineană (98,73%)
     Rusă (1,27%)
Conform recensământului din 2001, majoritatea populației localității Hrabiv era vorbitoare de ucraineană (98,73%), existând în minoritate și vorbitori de rusă (1,27%).